# Diners Club
Diners Club International, onder de naam Diners Club opgericht in 1950 door Frank X. McNamara, Ralph Schneider en Casey R. Taylor, was de eerste onafhankelijke creditcardorganisatie in de wereld. Op 8 februari 1950 werd de eerste betaling gedaan met de Diners Club creditcard.
De kaart werd aanvankelijk alleen in de Verenigde Staten gebruikt, maar in 1953 ook internationaal. De kaart werd vanaf dat moment geaccepteerd in het Verenigd Koninkrijk, Canada, Mexico en Cuba. Meer landen volgden in de jaren er na.
In 1959 waren er een miljoen kaarthouders en kreeg het bedrijf een beursnotering aan de New York Stock Exchange. In 1981 werd het overgenomen door Citicorp. Citigroup verkocht in 2008 en 2009 in twee transacties alle activiteiten van Diners Club. Een deel ging naar Discover Financial Serves (DSF) en de Noord-Amerikaanse activiteiten naar de Bank of Montreal. DSF heeft naast Diners Club ook nog andere creditcards, zoals Discover en PULSE. In 2023 werd voor US$ 39 miljard aan betaling verricht middels de Diners Club International creditcard.
In 2025 vierde het bedrijf het 75-jarig bestaan. In mei 2025 werd Discover Financial Services, inclusief Diners Club, geacquireerd door Capital One Financial Corporation.